# Джигме Сингье Вангчук
Джигме Сингье Вангчук (род. 11 ноября 1955) — четвёртый король Бутана. Вступил на трон в 1972 году после смерти своего отца, третьего короля Джигме Дорджи Вангчук. 14 декабря 2006 король отрёкся от престола в пользу своего сына Джигме Кхесар Намгьял Вангчук ранее объявленного срока.

## Биография

### Политика Джигме Сингье Вангчука
Четвёртый Король продолжал политику своего отца — медленной модернизации с максимальным сохранением бутанских традиций. В 1988 году он ввёл порядок Дриглам Намжа (Поведения и Этикета), согласно которому все жители страны обязаны носить традиционную одежду и церемониальные шарфы и изучать в школе национальный язык дзонг-кэ. При этом он отменил или упростил многие обычаи этикета средневековья, например, серию простираний, которые обязаны были делать путники, когда в поле зрения показывался королевский дворец. В 1998 году он своим решением ограничил абсолютную власть и управлял страной совместно с правительством. В конце 2003 года он провёл первую в XXI веке военную операцию Бутана против ассамских сепаратистов, которые использовали бутанскую территорию для вылазок в другие части Индии. Были также проведены операции против непальских сепаратистов на юге страны.

### Личная жизнь
Джигме Сингье Вангчук ведёт простой образ жизни, предпочитая работать в небольшом деревянном доме над столицей Тхимпху вместо обширной резиденции в дзонге (дворце-крепости), которая используется его четырьмя жёнами-королевами-сёстрами и Национальной Ассамблеей Бутана.
Король получил известность на Западе, сформулировав цели увеличения «Валового Национального Счастья» для Бутана вместо повышения Валового Национального Продукта.
У короля десять детей (пять сыновей и пять дочерей), некоторые из которых получили образование за границей. 17 декабря 2005 года король заявил о том, что он отречётся от престола в 2008 году в пользу своего старшего сына Джигме Кхесар Намгьел Вангчука. В этом же году планировалось проведение парламентских выборов.

## Награды и премии
В 2005 король Джигме Сингье Вангчук удостоился награды ООН за экологию Champions of Earth Award.
- Японский Высший орден Хризантемы с цепью (1987)[1]
- Непальский Орден Оясви Раянья (1988)
- Кувейтский Орден Мубарака Великого (1990)
- Бахрейнский орден Халифа 1 класса (1990)
- Шведский Орден Серафимов (1994)
- Бутанская медаль в честь коронации Джигме Кхесар Намгьял Вангчук 1 класс (06.11.2008)
- Премия «Голубая планета» (2022)